# Eije Mossberg
Hugo Karl Eije Mossberg, född 21 januari 1908 i Vaxholms församling, Stockholms län, död 28 juli 1997 i Locarno, Ticino, Schweiz, var en svensk politiker (socialdemokrat), ämbetsman och företagsledare.

## Biografi
Mossberg avlade juris kandidat-examen vid Uppsala universitet 1931, varpå han blev fiskal vid Svea hovrätt 1935 och assessor där 1943. Han var statssekreterare i Socialdepartementet 1944–1945. I Regeringen Erlander I var han konsultativt statsråd 1945–1947 ("biträdande socialminister" med ansvar för arbetsmarknaden, polisväsendet och civilförsvaret) och inrikesminister 1947–1951. Därefter var han landshövding i Kopparbergs län 1951–1957. Mossberg var direktör i Svenska Cellulosa AB 1957–1960 och verkställande direktör där 1960–1972.
Mossberg tjänstgjorde därtill i många statliga utredningar, bland annat som ordförande i Kommittén för utredning av det psykologiska försvaret 1951–1953. Han hade också poster i flera branschorganisationer i massa- och pappersindustrin.
Eije Mossberg invaldes 1946 som ledamot av Kungliga Krigsvetenskapsakademien, 1961 som ledamot av Kungliga Skogs- och Lantbruksakademien och 1965 som ledamot av Kungliga Ingenjörsvetenskapsakademien.
Eije Mossberg är gravsatt i minneslunden på Skogskyrkogården i Stockholm.